# Harai Goshi

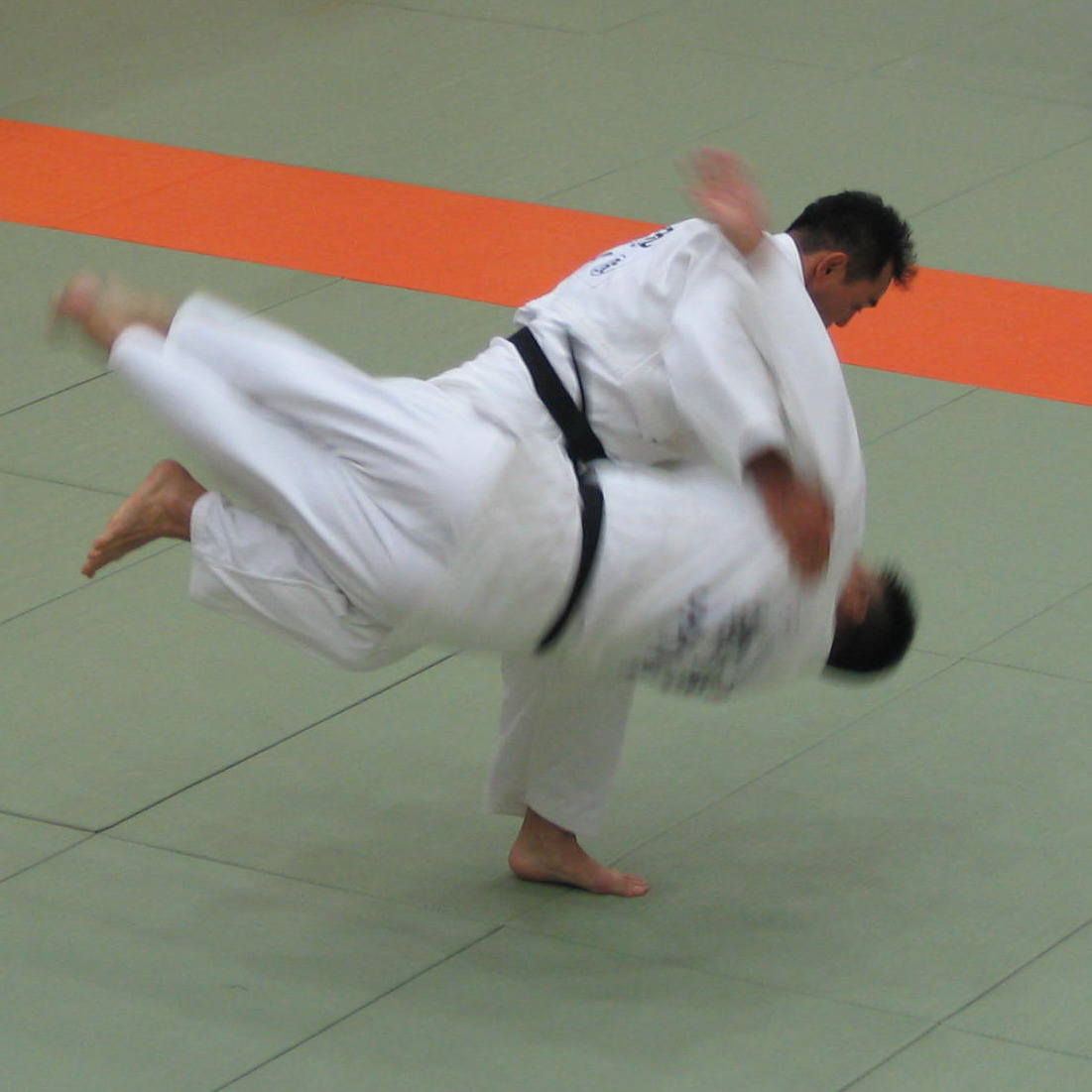
Harai-goshi

 L'Harai-Goshi (letteralmente spazzata d'anca) è la tecnica numero 15 del Gokyo e fa parte del gruppo delle tecniche d'anca.

## La storia
L'origine della tecnica è tramandata da generazioni di sensei (maestri). Kanō Jigorō, fondatore del Judo, spiegava ed impiegava in randori la sua "tecnica divina" (Uki-goshi). Il Tokui-Waza (tecnica favorita) è notoriamente un'arma a doppio taglio: consente di avere una tecnica risolutrice e di cui si è veramente padroni, ma essendo anche la tecnica che maggiormente si utilizza è inevitabilmente "leggibile" se si è compagni di studio. Questo problema si presentò anche al maestro con i suoi allievi. Non appena Kano si lanciava nella sua tecnica favorita, l'allievo schivava e contrattaccava in Seoi-nage o simili. Il maestro non voleva abbandonare la sua tecnica favorita e trovò, quindi, una variante.
Nel randori successivo con i suoi allievi il maestro Kano entrava in Uki-goshi, l'allievo schivava e mentre si lanciava in avanti il maestro stendeva il piede ostacolando la controtecnica e di conseguenza proiettando il compagno/sfidante. Così facendo ogni qual volta il maestro attaccava, gli allievi non sapevano se aspettarsi il tiro classico o la variante. L'insegnamento ricavato dall'azione del maestro è duplice: se da un lato aiuta l'allievo a comprendere appieno la tecnica, d'altro canto insegna uno dei principi fondamentali del Judo: il Judoka deve saper affrontare ogni situazione al meglio, sfruttando le condizioni in cui si trova, curando i particolari e ampliando il proprio repertorio.
Con il passare degli anni la variante del maestro venne affinata e divenne una tecnica indipendente dall'Uki-goshi. Ancora oggi Harai-Goshi viene insegnata con la stessa presa di Uki-goshi o O-goshi per permettere una migliore assimilazione della tecnica da parte del principiante. Nello studio del Nage-no-kata persiste la forma "antica" della tecnica con presa dietro la spalla.

## L'esecuzione
La situazione ideale è quella con Uke squilibrato avanti a destra con il tallone destro sollevato. Tirando la manica destra dell'avversario, Tori porta il peso di Uke interamente sul piede destro. Il piede sinistro di Tori esegue un movimento rotatorio e si posiziona in mezzo alle gambe di Uke (nella stessa direzione). La gamba destra viene successivamente posta a sbarramento all'altezza del ginocchio dell'avversario. La mano destra afferra Uke sotto l'ascella sinistra e la parte esterna dell'anca di Tori si posiziona sull'inguine di colui che subisce la tecnica. La fase di proiezione si sviluppa chinandosi in avanti fino a che la gamba, proseguendo il movimento, spazza quella di Uke creando idealmente un circolo.

## Successioni e contraccolpi
Gli attacchi successivi che possono essere portati da Tori sono innumerevoli. Fra i principali: Harai-makikomi, Soto-makikomi, Hane-goshi, Seoi-nage, O-soto-gari. I possibili contraccolpi sono Utsuri-goshi, Ushiro-goshi e simili.

## Video
Il maestro Takashi Koike spiega l'Harai Goshi